# П'єрр Філіпп Томір

П'єрр Філіпп Томір (фр. Pierre-Philippe Thomire 1751 - 1843 ) — уславлений майстер декоративно-ужиткового мистецтва Франції кінця 18 - початку 19 століть, що спеціалізувався на виробах з патінованої та золоченої бронзи.

## Біографія
Походить з родини скульпторів-декораторів. Художню освіту отримав в Академії Св. Луки в майстернях паризьких скульпторів Огюстена Пажу ( 1730-1809 ) та Жана Гудона ( 1741-1828 ). Мав успіх з виконанням творів в мармуру та бронзі. Але праця з бронзою переважила.

### Власний магазин

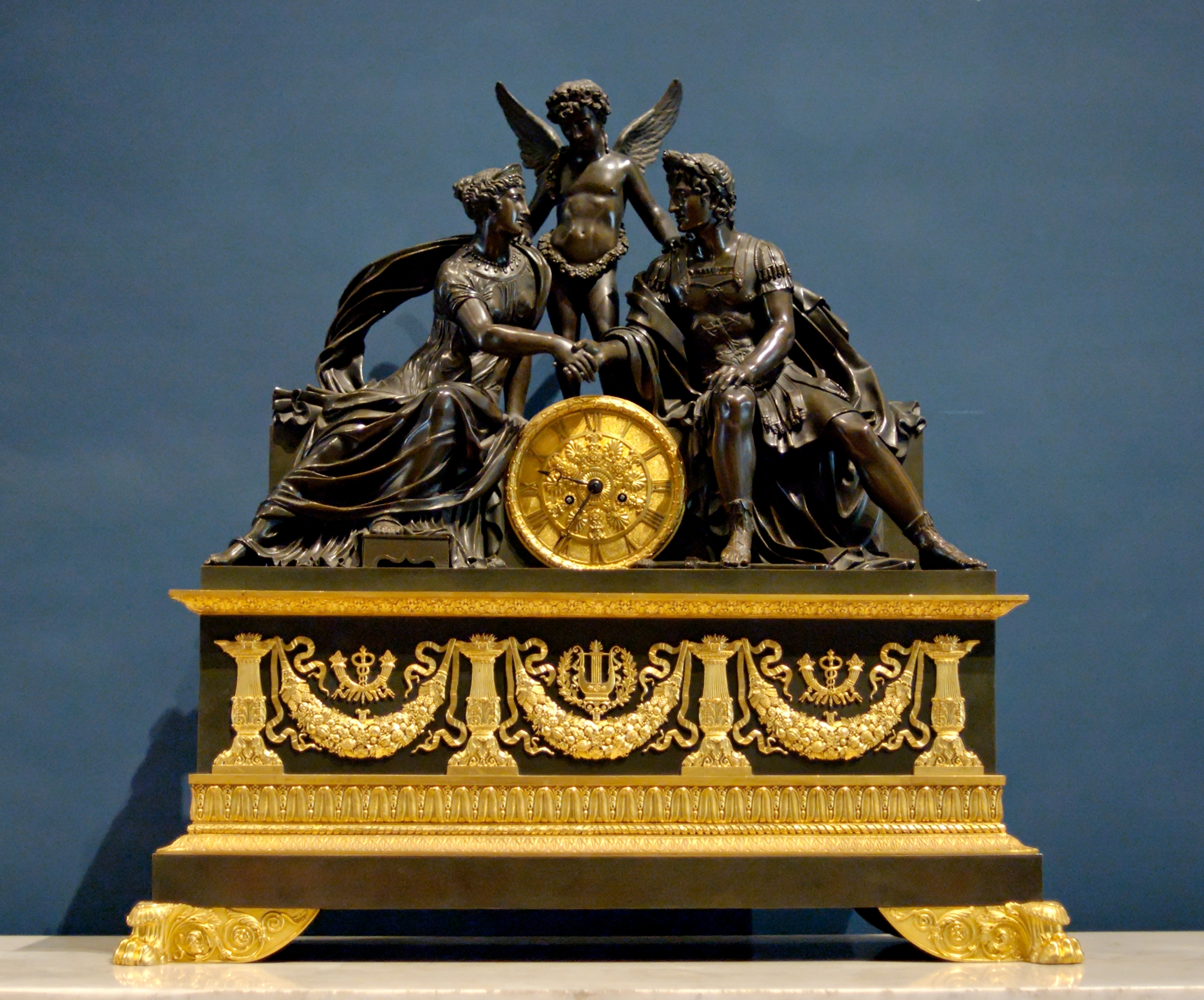

Він стає учнем і помічником П'єрра Гутьєра. Через деякий час він стає самостійним майстром і у 1776 р. відкриває власну крамницю. Майстерність зростала і він стає відомим майстром-бронзовщиком. Саме Томір зробив додатки з бронзи до ваз з порцеляни, що випустила Севрська порцелянова мануфактура. Їх визнали видатним твором і нині їх розділили між собою музейні збірки палаццо Пітті та Лувр в Парижі.

### Миколай Демідов і Томір

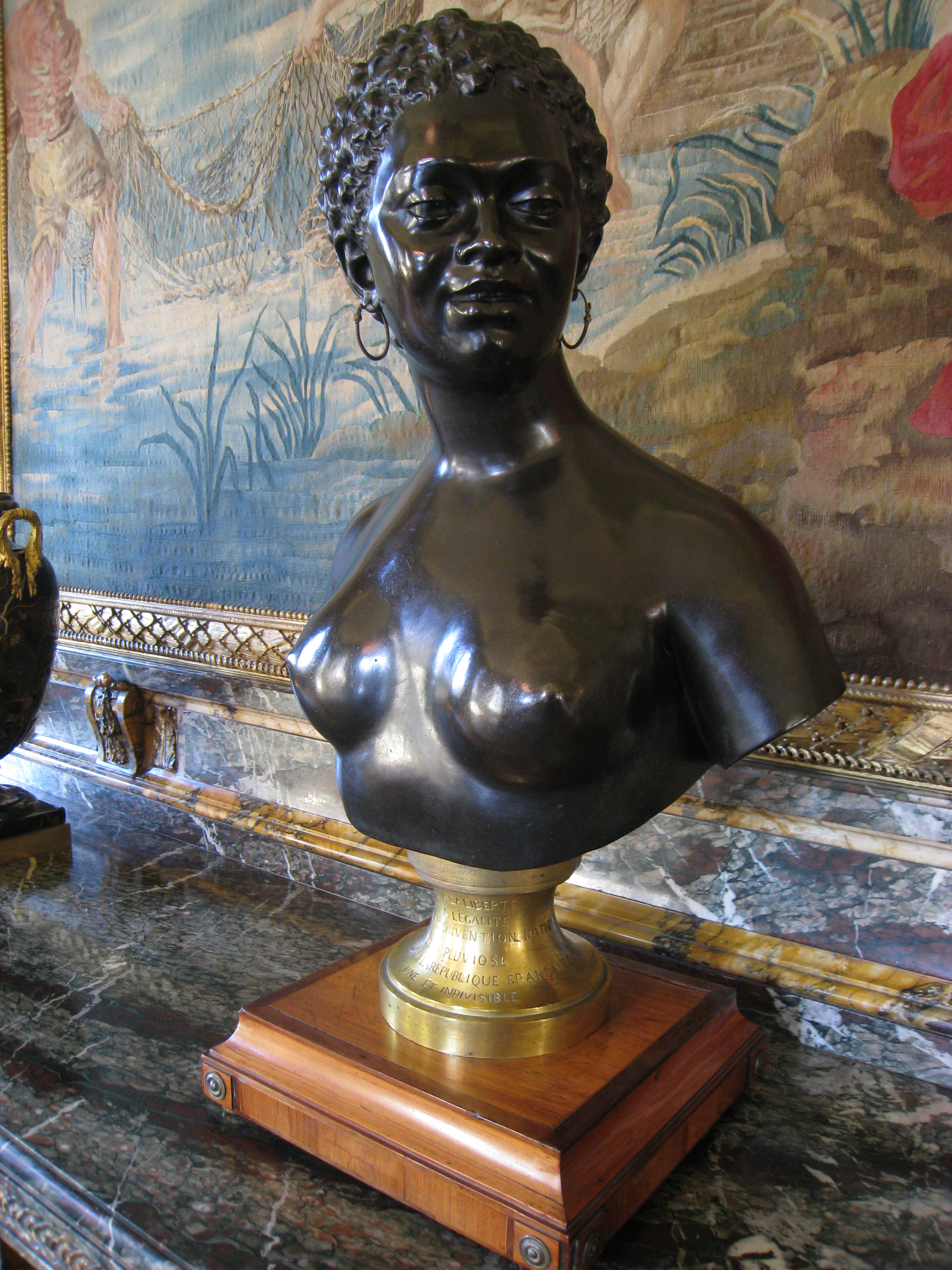
Негритянка. Погруддя в музеї Ніссім де Камондо, Париж.

Багаторічним клієнтом Томіра був багатій М. Демідов, російський аристократ, що жив в Італії і в Парижі. Помешкання Демідова було поряд з магазином Томіра на вулиці Тетбу в Парижі. Демідов купував і замовляв речі, частку яких відправляв в Російську імперію. Так пройшло знайомство російських багатіїв з творами видатного французького майстра декоративно-ужиткового мистецтва.
Саме для М. Демідова Томір створив вази, фанеровані шматочками малахіту і ручками у вигляді фігур Слави ( нині — Метрополітен-музей, Нью-Йорк ).
Аби полегшити вельможним замови, майстер випустив з друку «Альбом зразків П.Ф. Томіра». Майстерня виробляла як унікальні речі, так і повторювала з варіантами найвдаліші зразки. Кількість працівників у майстерні Томіра досягала 600 осіб і наблизилась до рівня унікального виробництва. 
На твори скульптора звернув увагу відомий мебляр — Анрі Різенер, що першим почав використовувати золочену бронзу тонкого малюнку. Все це призвело до співпраці з уславленим бронзощиком Томіром.
Томір працював в стилістиці класицизму, який офіційно підтримували королівські родини Європи,тому серед клієнтів Томіра Катерина II та її син Павло, що купував вироби золоченої бронзи для Михайлівського замку.
Серед французьких замовників Томіра — Наполеон і нова хвиля наполеонівських вельмож. Твори Томіра набули рис ампіру і довгий час визначали найкращі твори в ужитковому мистецтві цього холодного, елегантного стилю.

### Останні роки
у 1823 р. Томір передав керівництво майстернею своїм родичам, але ті продовжили користуваися його порадами. Слава творів Томіра була такою, що їх копіювала як сама паризька майстерня, так і інші митці.

## Неповний перелік унікальних творів майстра
- годинник «Аполлон та Діана»( є варіанти )
- Канделябри для замку Фонтенбло
- Напрестольна сінь для Ісаакієвського собору в Петербурзі
- годинник зі скульптурою «Мінін і Пожарський» ( є варіанти )

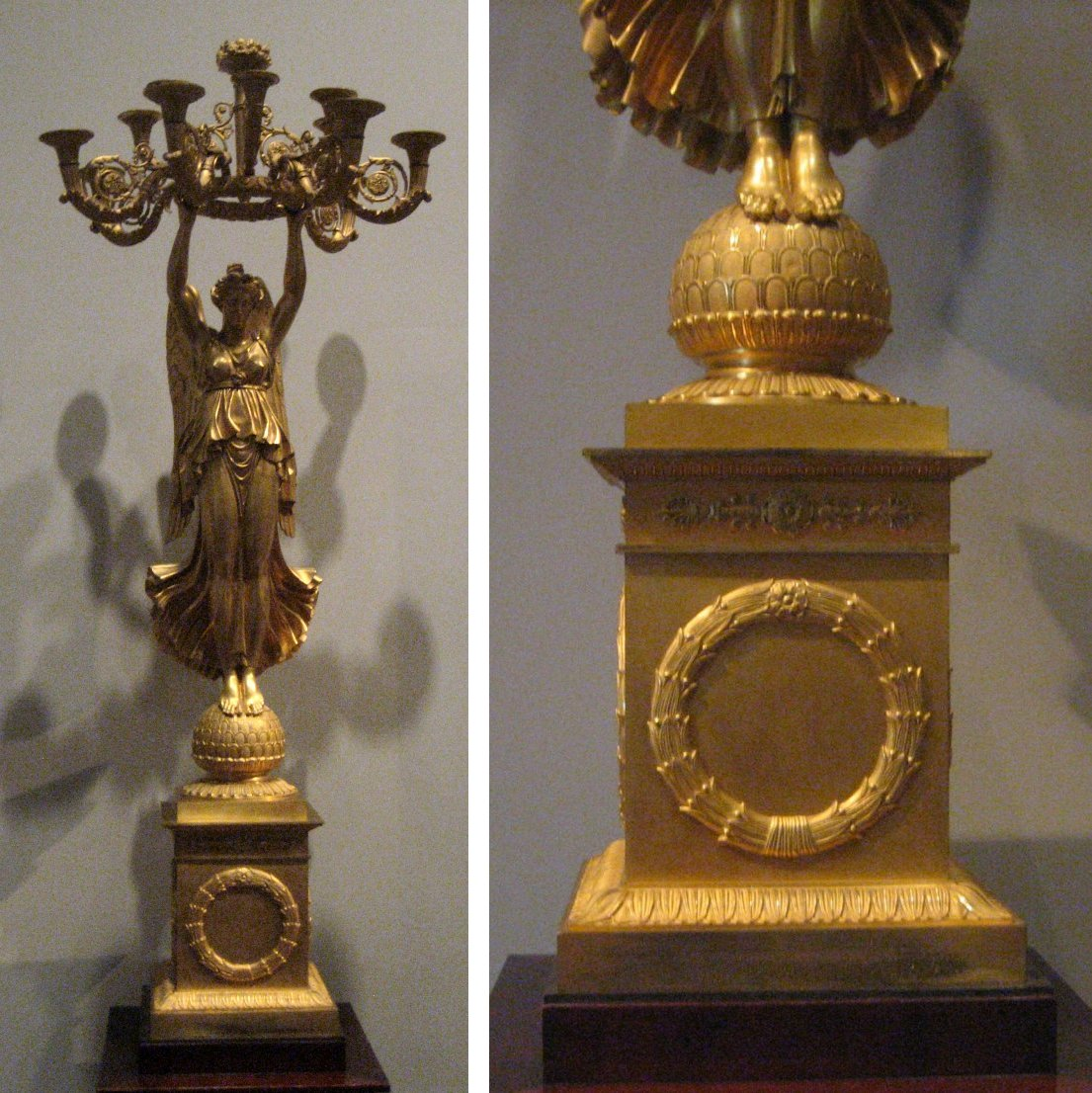
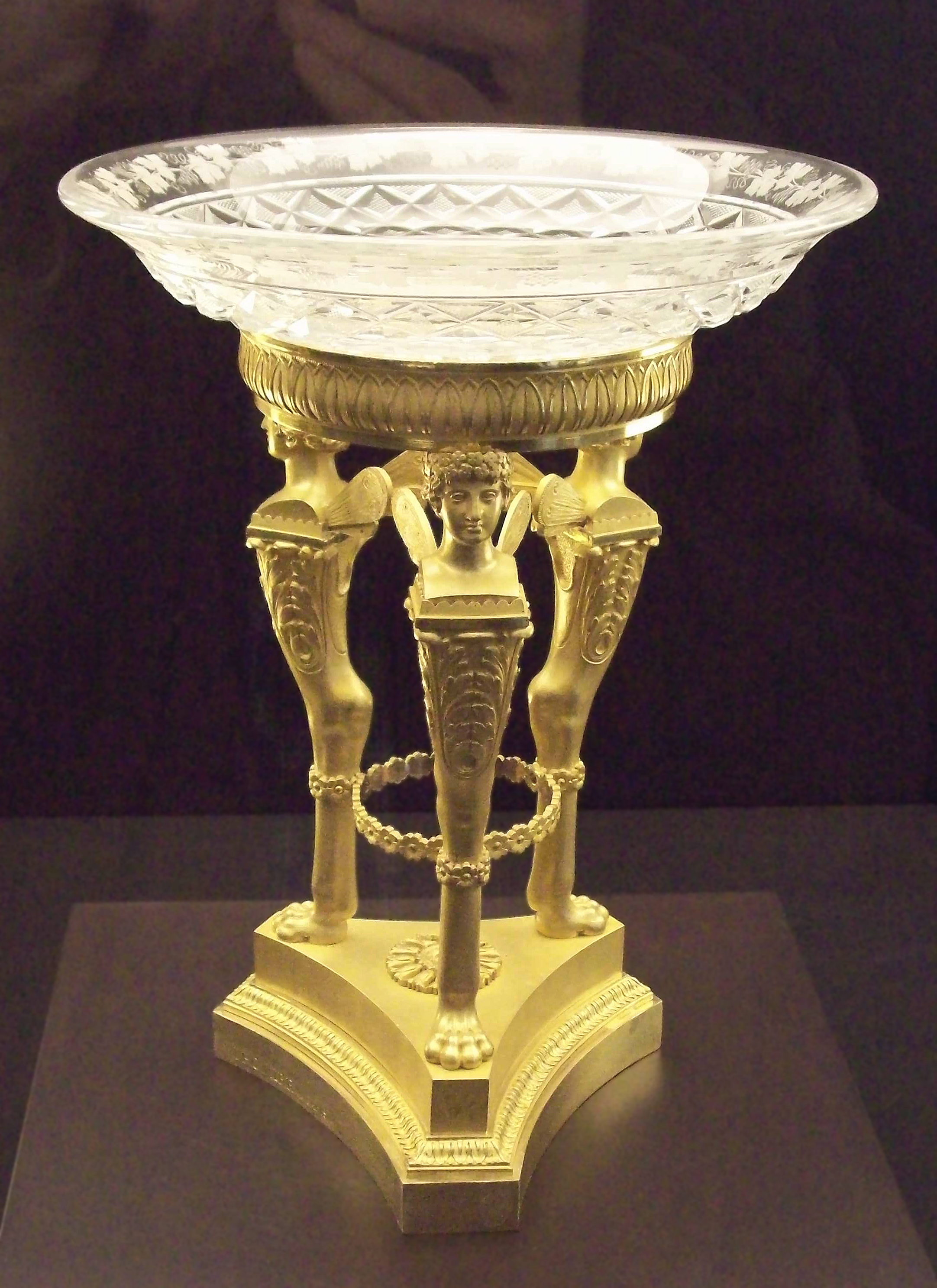